# Älen
Älen är en sjö i Vimmerby kommun i Småland och ingår i Motala ströms huvudavrinningsområde. Sjön är 21,2 meter djup, har en yta på 0,19 kvadratkilometer och befinner sig 133,9 meter över havet. Vid provfiske har abborre, gädda, mört och regnbåge fångats i sjön.

## Delavrinningsområde
Älen ingår i det delavrinningsområde (639332-150622) som SMHI kallar för Utloppet av Nossen. Medelhöjden är 147 meter över havet och ytan är 21,51 kvadratkilometer. Det finns inga avrinningsområden uppströms utan avrinningsområdet är högsta punkten. Lillån som avvattnar avrinningsområdet har biflödesordning 3, vilket innebär att vattnet flödar genom totalt 3 vattendrag innan det når havet efter 204 kilometer. Avrinningsområdet består mestadels av skog (62 %) och jordbruk (20 %). Avrinningsområdet har 1,7 kvadratkilometer vattenytor vilket ger det en sjöprocent på 7,9 %. Bebyggelsen i området täcker en yta av 0,23 kvadratkilometer eller 1 % av avrinningsområdet.